# 托巴达
托巴达（Tobadak）是印度尼西亚西苏拉威西省的一个城镇，是中马穆朱县的县治所在，位于苏拉威西岛西部。2010年统计，托巴达所在的托巴达区（Kecamatan Tobadak）人口共有23,637。

## 资料来源
1. ↑  Mamasa dalam Angka tahun 2012 halaman 143